# Wanca

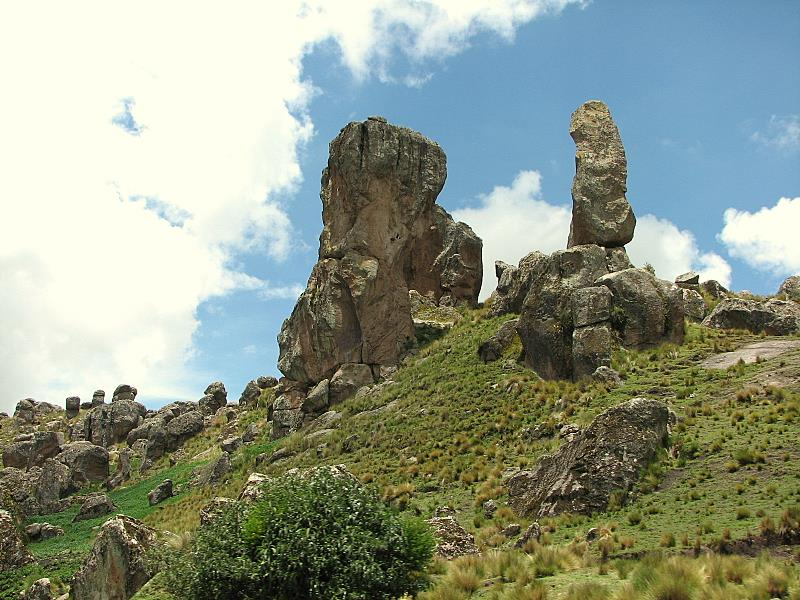
L'aspro territorio dei Wanca

I Wanca, chiamati anche Huanca, sono una tribù di Nativi americani stanziata in Perù. Sono considerati un popolo guerriero ma praticano anche l'agricoltura e fabbricano ceramiche.

## Lingua
I Wanca parlavano un dialetto del quechua: il quechua huanca. La lingua quechua fu parlata da questa tribù già molto tempo prima degli Inca.

## Storia
I Wanca arrivarono in Perù antecedentemente agli Inca e si stabilirono nella Valle del Mantaro, vicino all'odierna città di Huancayo. Tra il XIV e il XV secolo i Wanca vennero sottomessi dall'impero Inca. All'arrivo degli spagnoli i Wanca instaurarono buoni rapporti con i colonizzatori. Grazie a questi rapporti i Wanca ottennero una certa indipendenza e prosperarono. Fondarono la città di Huancayo, nella Valle del Mantaro.

## Economia
I Wanca praticavano molto l'agricoltura, coltivando soprattutto mais. Erano anche esperti nella lavorazione della ceramica. Dopo l'arrivo degli europei, nel XVI secolo, i Wanca incominciarono a praticare anche il commercio.